# Nazionale maschile under 21 di calcio della Guinea
La nazionale di calcio della Guinea Under-21 è la rappresentativa calcistica nazionale della Guinea ed è posta sotto l'egida della Fédération Guinéenne de Football. È soprannominata la Syli Nationale, che in lingua susu significa l'elefante nazionale.
Attiva dal 1960, non ha mai partecipato alla fase finale di un mondiale, mentre il suo miglior piazzamento nella Coppa d'Africa è il secondo posto raggiunto nel 1976. Nel suo palmarès annovera cinque Coppe Amílcar Cabral (1981, 1982, 1987, 1988 e 2005).
Nella graduatoria della FIFA in vigore da agosto 1993 il miglior posizionamento raggiunto è stato il 22º posto dell'agosto 2006, mentre il peggiore è stato il 123º posto del maggio 2003; al 10 febbraio 2022 occupa l'81º posto della classifica.